# Ecogas
Ecogas es una empresa argentina dedicada a la distribución del servicio de gas natural en las provincias de Córdoba, Mendoza, San Juan, San Luis, Catamarca y La Rioja. El servicio estuvo en manos del estado con la empresa Gas del Estado, hasta su privatización en 1992. En la actualidad sus capitales accionarios mayoritarios de ENI S.p.A. de Italia cuyo titular  E.ON U.S. LLC de los Estados Unidos. Ecogas está conformada por dos empresas: Distribuidora de Gas del Centro S.A. y Distribuidora de Gas Cuyana S. A. Entre las dos brindan el servicio a 976.790 clientes, en 231 localidades, con un área concesionada de 672.869 km², con una red de 24.610 km. de gasoductos. 
En 1992, la ley 24.076 dictaminó la privatización de Gas del Estado, y así se le otorgó a Ecogas una licencia, mediante licitación internacional, para operar en el área determinada por la concesión, adquiriendo una participación en el mercado del 14,5%. Los servicios públicos de transporte y distribución de gas se encuentran regulados por el Ente Nacional Regulador del Gas , organismo descentralizado y autárquico creado por el artículo 50 de la Ley 24.076 en el ámbito del Ministerio de Economía.